# Scott McCready
Scott McCready (1 de fevereiro de 1977, Londres, Inglaterra) é um ex-jogador profissional de futebol americano estadunidense que foi campeão da temporada de 2001 da National Football League jogando pelo New England Patriots.